# UFC 138
UFC 138: Leben vs. Muñoz  è stato un evento di arti marziali miste tenuto dalla Ultimate Fighting Championship il 5 novembre 2011. L'evento è stato il secondo tenuto dall'UFC a Birmingham, Inghilterra dopo UFC 89 nel 2008 che includeva anche in quel caso Chris Leben nel main event. L'incontro principale è stato il primo match non titolato della storia dell'UFC a disputarsi al meglio delle cinque riprese.
In Italia la card principale è stata trasmessa in diretta su Sky Sport alle ore 21:00 italiane.

## Risultati

### Card preliminare
- Incontro categoria Pesi Gallo:  Chris Cariaso contro  Vaughan Lee

Cariaso sconfigge Lee per decisione divisa (28–29, 29–28, 29–28).
- Incontro categoria Pesi Welter:  Chris Cope contro  Che Mills

Mills sconfigge Cope per KO Tecnico (ginocchiate e pugni) a 0:40 del primo round.
- Incontro categoria Pesi Piuma:  Michihiro Omigawa contro  Jason Young

Omigawa sconfigge Young per decisione unanime (29–28, 29–28, 29–28).
- Incontro categoria Pesi Massimi:  Rob Broughton contro  Philip De Fries

De Fries sconfigge Broughton per decisione unanime (29–28, 29–28, 29–28).
- Incontro categoria Pesi Welter:  John Maguire contro  Justin Edwards

Maguire sconfigge Edwards per decisione unanime (30–27, 30–27, 30–27).

### Card principale
- Incontro categoria Pesi Leggeri:  Terry Etim contro  Eddie Faaloloto

Etim sconfigge Faaloloto per sottomissione (strangolamento a ghigliottina) a 0:17 del primo round.
- Incontro categoria Pesi Mediomassimi:  Cyrille Diabaté contro  Anthony Perosh

Perosh sconfigge Diabaté per sottomissione (strangolamento da dietro) a 3:09 del secondo round.
- Incontro categoria Pesi Welter:  Thiago Alves contro  Papy Abedi

Alves sconfigge Abedi per sottomissione (strangolamento da dietro) a 3:32 del primo round.
- Incontro categoria Pesi Gallo:  Brad Pickett contro  Renan Barão

Barão sconfigge Pickett per sottomissione (strangolamento da dietro) a 4:09 del primo round.
- Incontro categoria Pesi Medi:  Chris Leben contro  Mark Muñoz

Muñoz sconfigge Leben per KO Tecnico (stop dall'angolo) a 5:00 del secondo round.

### Premi
Ai vincitori sono stati assegnati 70.000$ per i seguenti premi:
- Fight of the Night:  Brad Pickett contro  Renan Barão
- Knockout of the Night:  Che Mills
- Submission of the Night:  Terry Etim